# Kathedrale von Messina

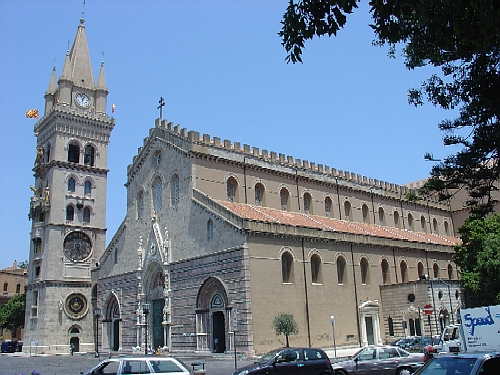
Kathedrale Maria SS. Assunta

Die Kathedrale Maria Santissima Assunta (Maria SS. Assunta, deutsch: heiligste in den Himmel aufgenommene Maria) in Messina ist die der Jungfrau Maria geweihte Kathedrale des Erzbistums Messina-Lipari-Santa Lucia del Mela.

## Geschichte

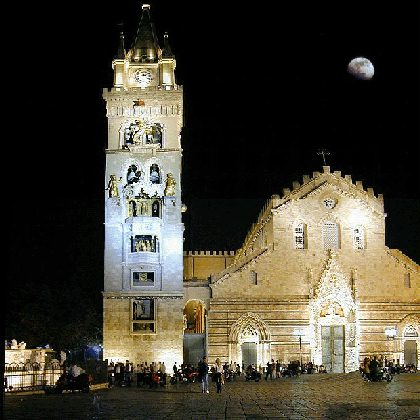
Kathedrale bei Nacht

Der Dom von Messina wurde am 22. September 1197 vom Erzbischof Berardo, in Anwesenheit des Kaisers Heinrich VI. und dessen Ehefrau Konstanze, Tochter des Normannenkönigs Roger II. von Sizilien, geweiht. Im Lauf der Geschichte wurde er mehrmals zerstört und wieder aufgebaut, so dass von der ursprünglichen Bausubstanz kaum etwas übrig ist.
Bei einem Brand 1254 wurde die ursprüngliche Balkendecke vernichtet. Der aufgebahrte Leichnam des kurz zuvor verstorbenen staufischen Königs Konrad IV. wurde Opfer dieses Brandes.

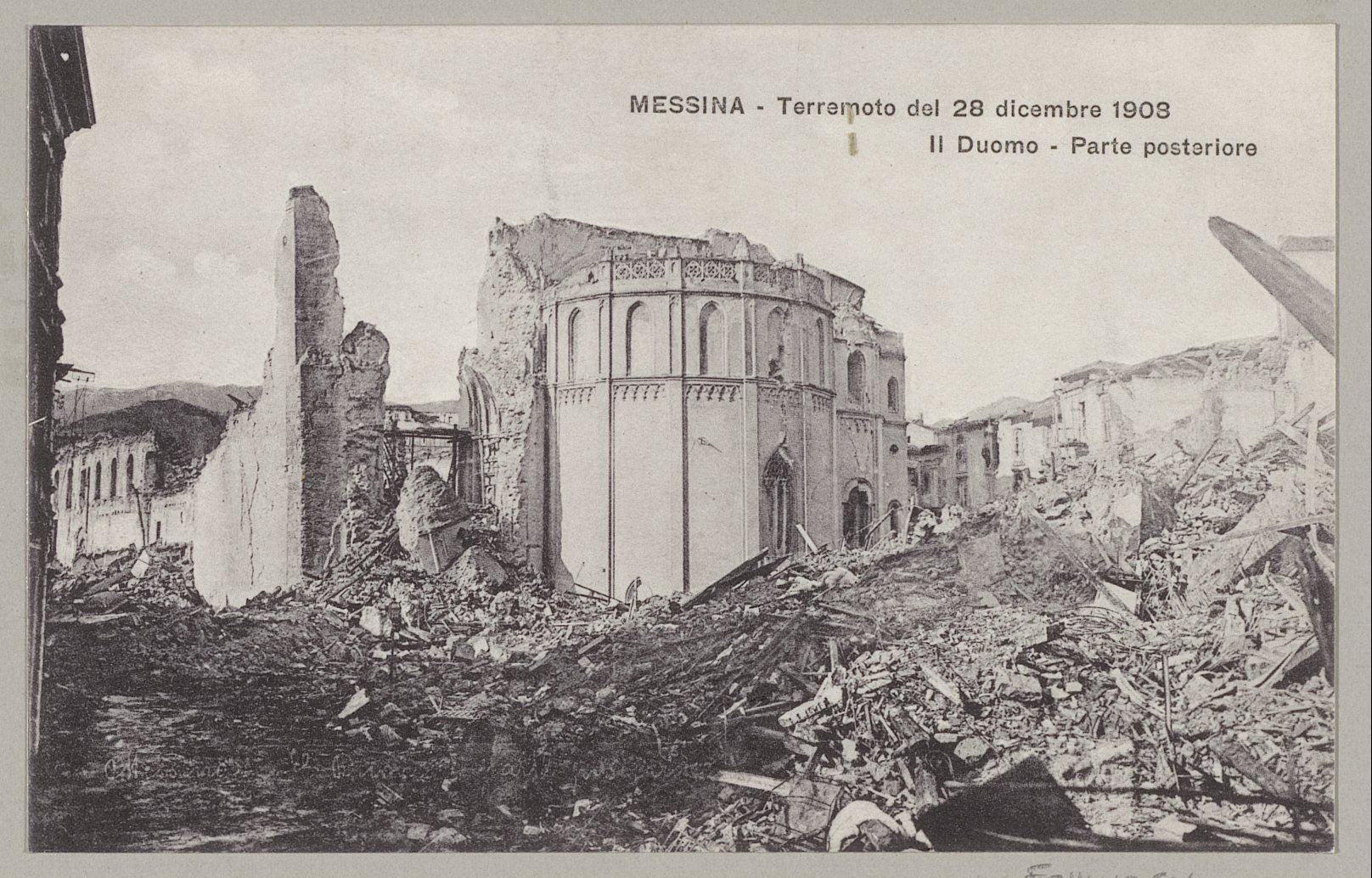
Zerstörte Kathedrale nach dem Erdbeben am 28. Dezember 1908

Bei den Erdbeben von 1783 und von 1908 wurde jeweils auch die gesamte Inneneinrichtung durch die einstürzenden Mauern zerstört. Nach dem Erdbeben von 1783 wurde der Glockenturm abgetragen und zwei neugotische Türme wurden an den beiden Seitenapsiden neben dem Chor angebracht. Nach dem Erdbeben von 1908 wurde der Dom von 1919 bis 1923 in seinem mittelalterlichen Zustand rekonstruiert. 1933 wurde ein frei neben dem Dom stehender Glockenturm errichtet.
In der Nacht des 13. Juni 1943 wurde Messina Opfer eines Bombardements und die Kathedrale brannte erneut vollständig aus. Der freistehende Glockenturm blieb jedoch verschont. Die Kathedrale wurde im August 1947 unter Papst Pius XII. erneut geweiht und erhielt dabei den Titel einer Basilica minor. Bis zu der neuen Weihe diente die Konkathedrale Santissimo Salvatore übergangsweise als Kathedrale.

## Äußeres

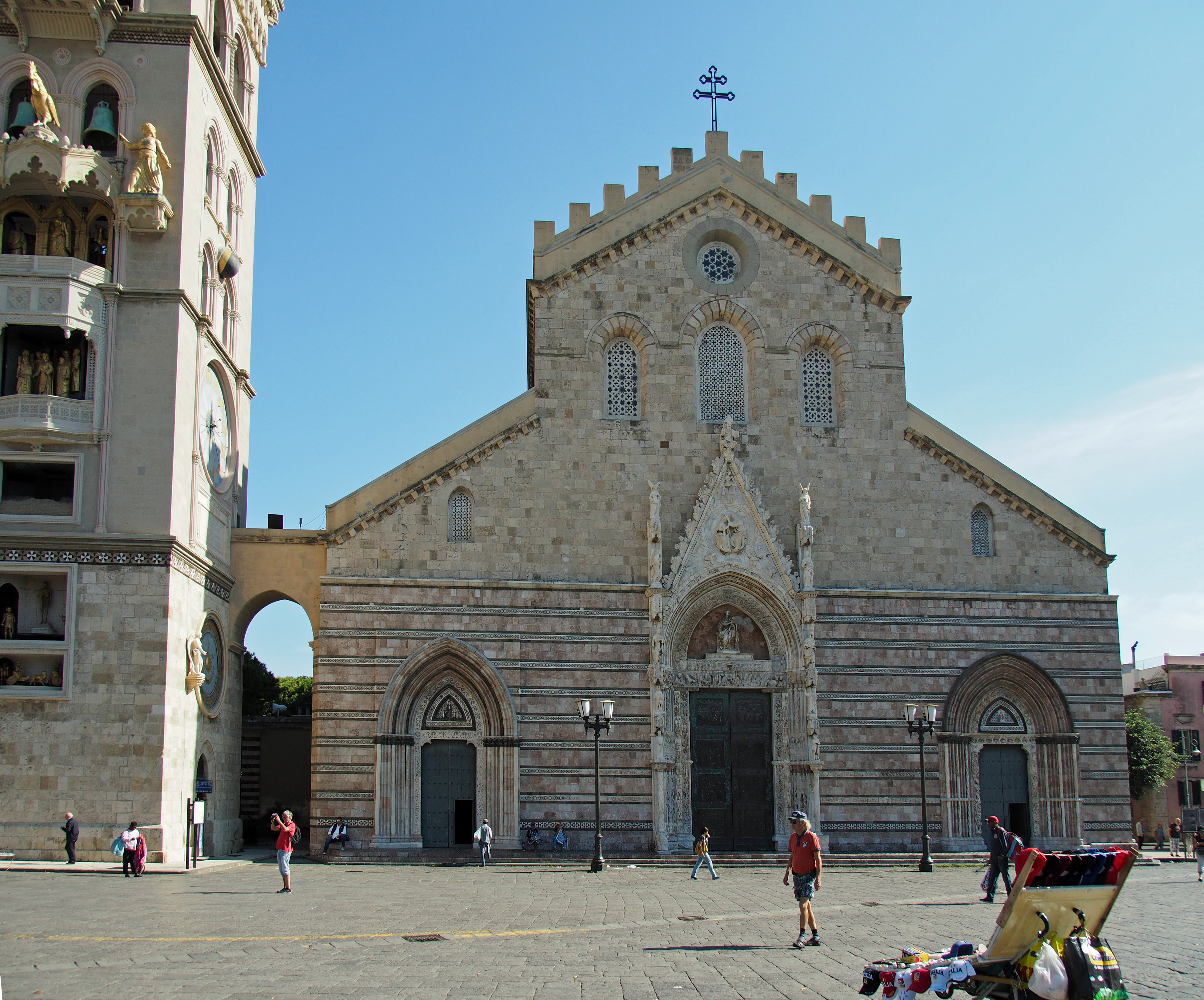
Front der Kathedrale

Die Kathedrale ist in der Form einer Basilika über dem Grundriss eines lateinischen Kreuzes errichtet. Das Längshaus hat eine Länge von 92 Metern und eine Breite von 30,5 Metern, die Breite des Querhauses beträgt 39,6 Meter. Die Höhe des Längshauses erreicht 25 Meter, die Höhe des Querhauses sogar 39,5 Meter.
Das Äußere der Kathedrale zeigt eine Mischung von gotischen und normannischen Stilelementen.
Das gotische Hauptportal stammt aus dem 14.–16. Jahrhundert. Schlanke Säulen rahmen beiderseits ein Giebelfeld, das Christus zeigt, der Maria im Himmel krönt. Darunter thront über dem Türsturz eine Statue der Muttergottes mit dem Kind. Die Säulen selbst tragen diverse Heiligenfiguren, wie z. B. Petrus und Paulus von Giovan Battista Mazzolo.

## Inneres

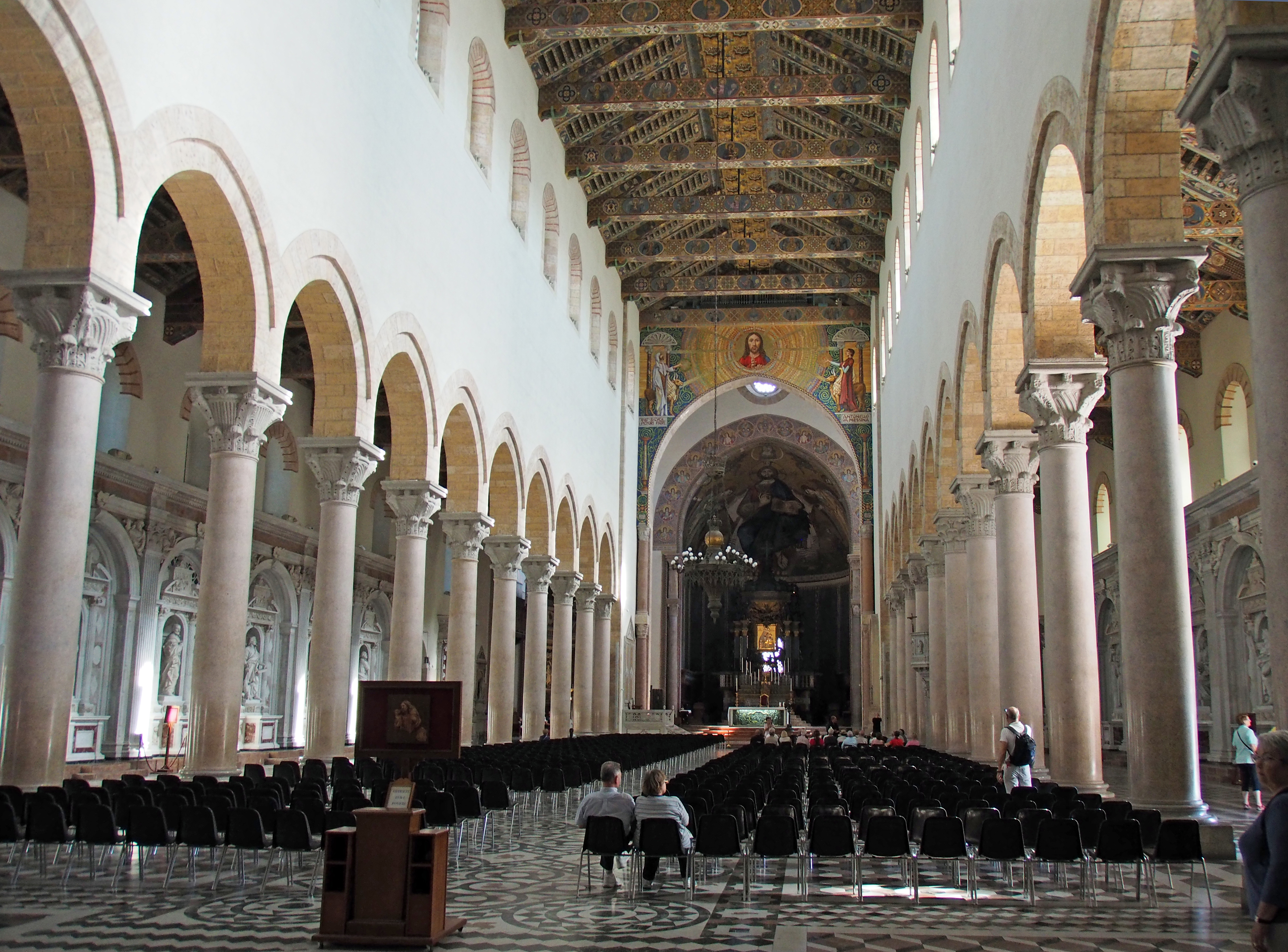
Mittelschiff

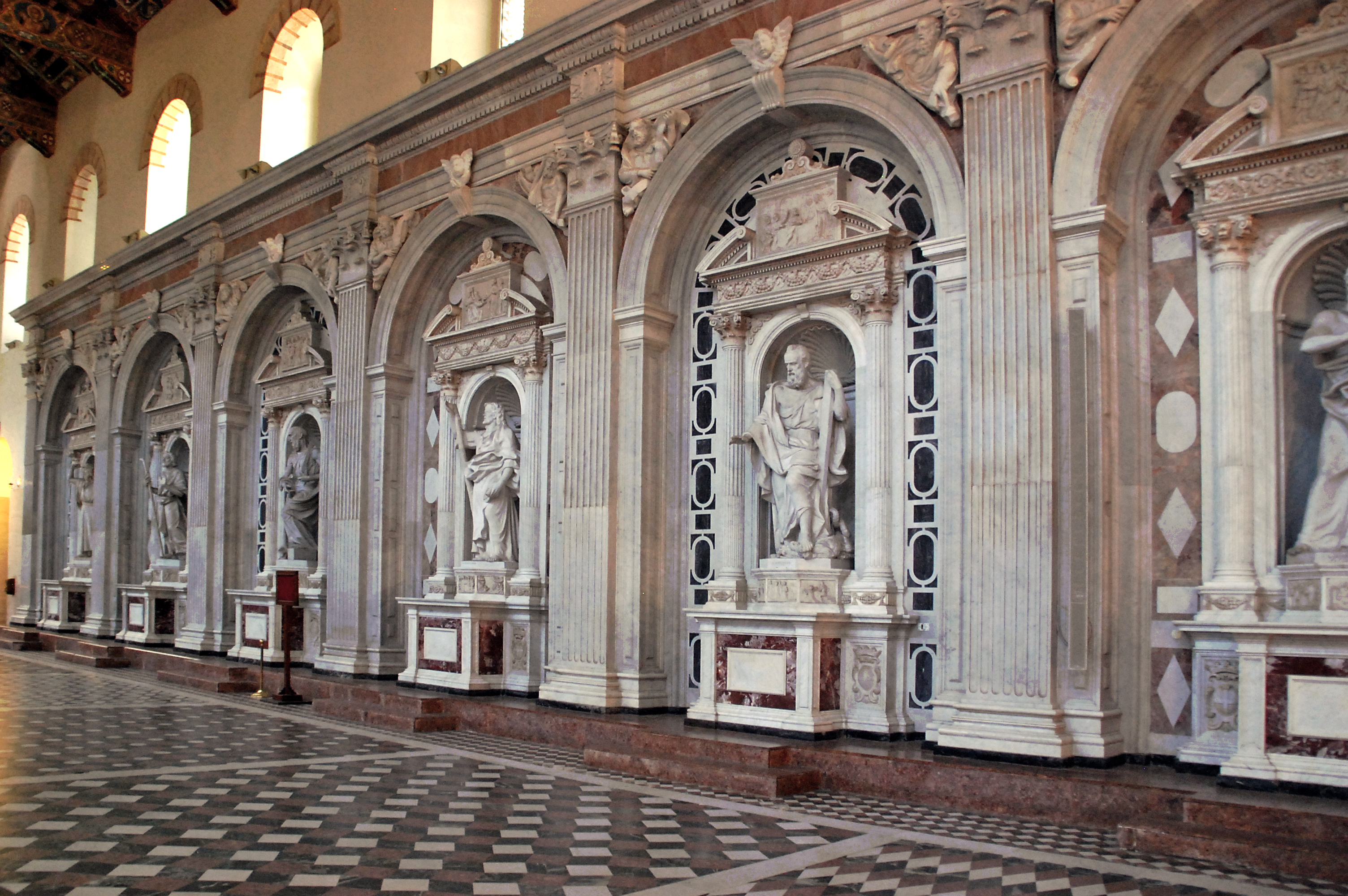
Seitenschiff mit Apostelstatuen

Das Innere der Kathedrale ist in drei Schiffe unterteilt. Die drei Schiffe sind durch je zwei Reihen von jeweils 13 Säulen mit korinthischen Kapitellen voneinander getrennt. Auf den Kapitellen ruhen Rundbögen, die das Mauerwerk des Mittelschiffs tragen. Eine bei der Restaurierung neu errichtete bemalte Holzdecke ist der ursprünglichen Balkendecke nachgebildet.
Der größte Teil der Inneneinrichtung ist eine Rekonstruktion aus dem 20. Jahrhundert, nur wenige Teile sind original erhalten.
In der rechten Seitenapsis befindet sich die Sakramentskapelle. Ihr Mosaikschmuck aus dem 14. Jahrhundert ist noch original erhalten. Das Mosaik der rechten Apsis wurde aus Spuren rekonstruiert, das der Hauptapsis in enger Anlehnung an das Original neu geschaffen.
In Nischen an den Wänden des Seitenschiffs stehen Apostelfiguren. Von den von ursprünglich in der Renaissance geschaffenen Statuen existiert jedoch nur noch die Statue des Johannes des Täufers von Antonello Gagini im Originalzustand, die anderen waren 1943 zerstört worden.
Im Querschiff befindet sich eine Grabplatte des Erzbischofs Richard Palmer.

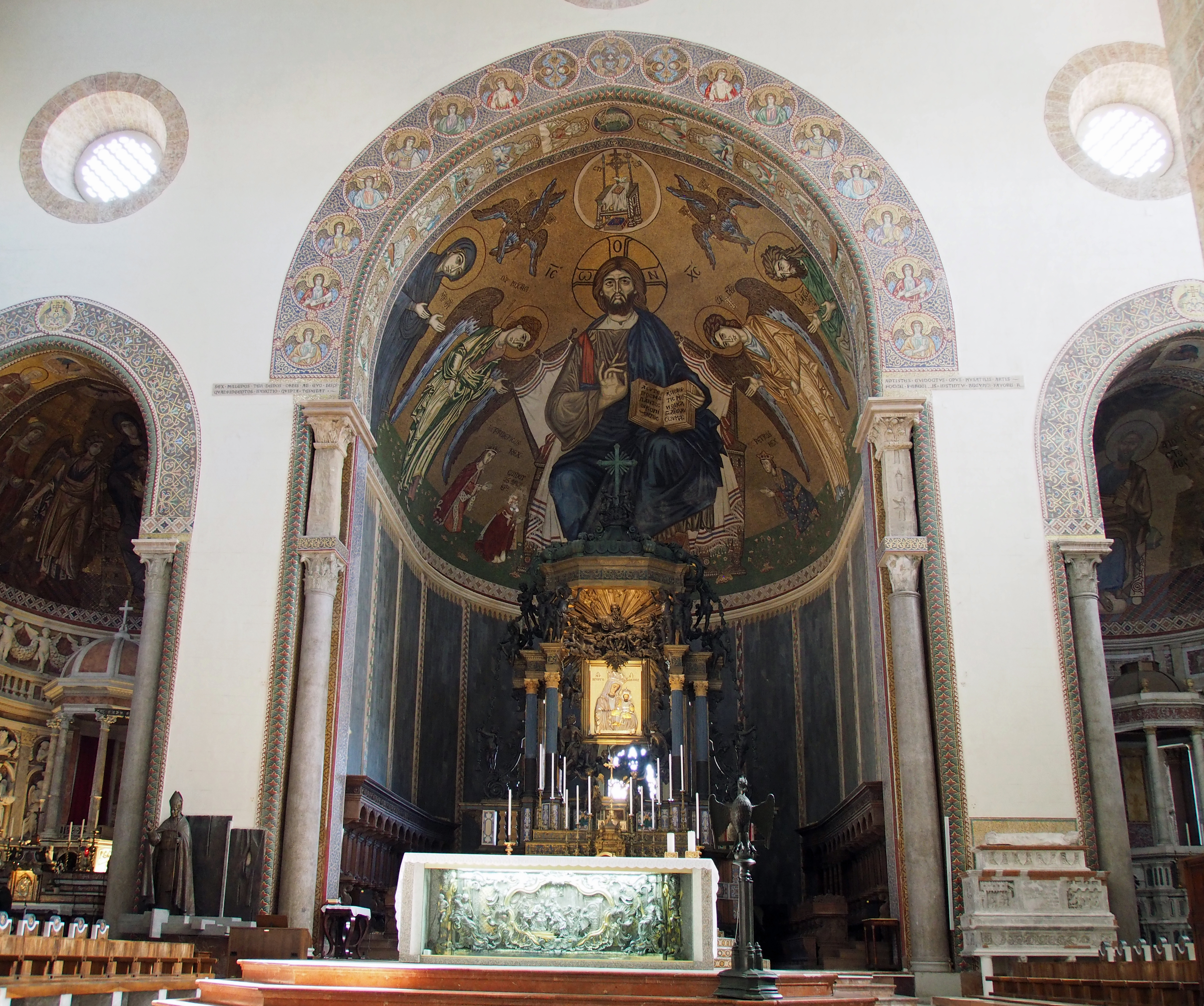
Altarraum
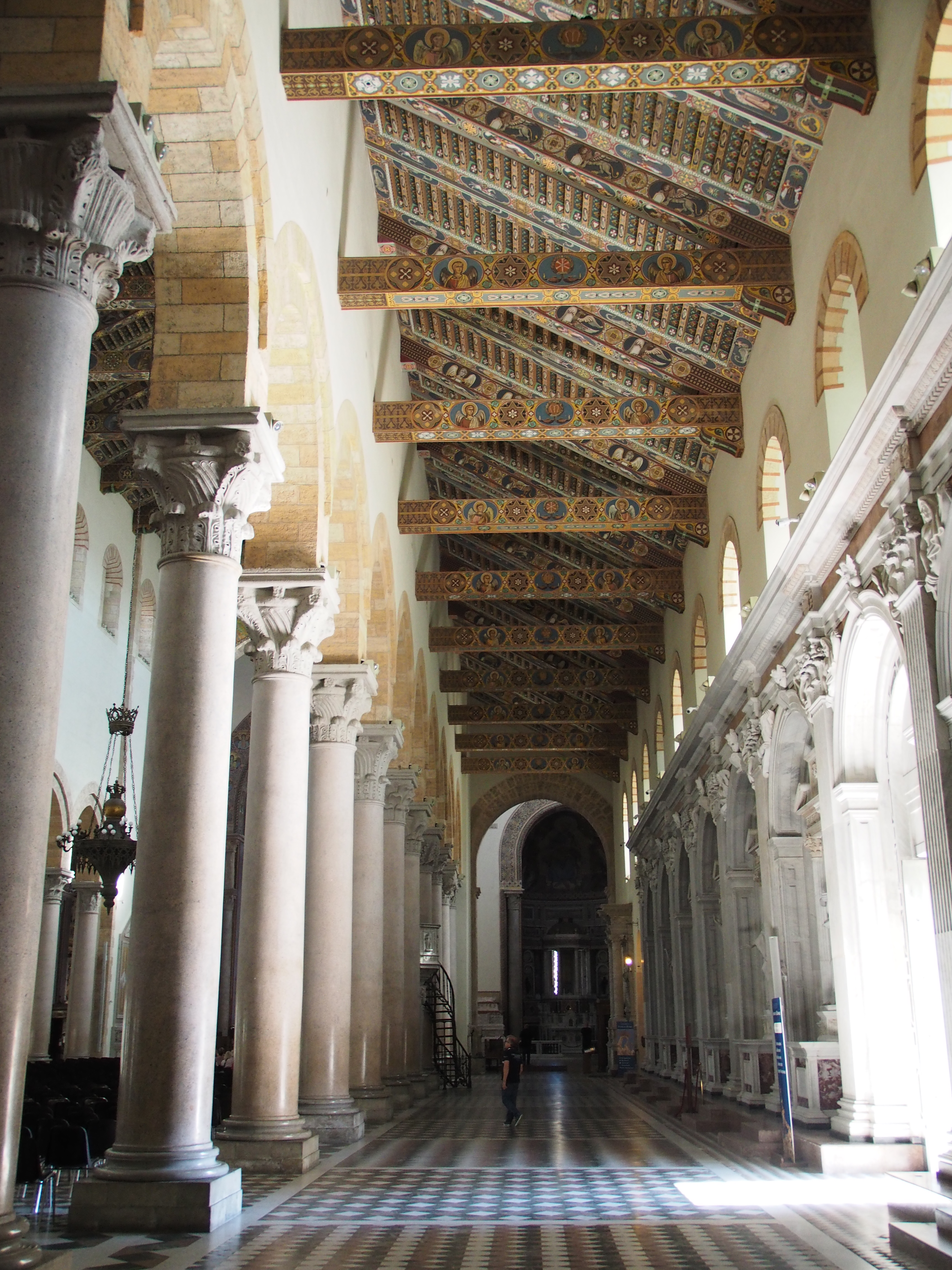
Seitenschiff
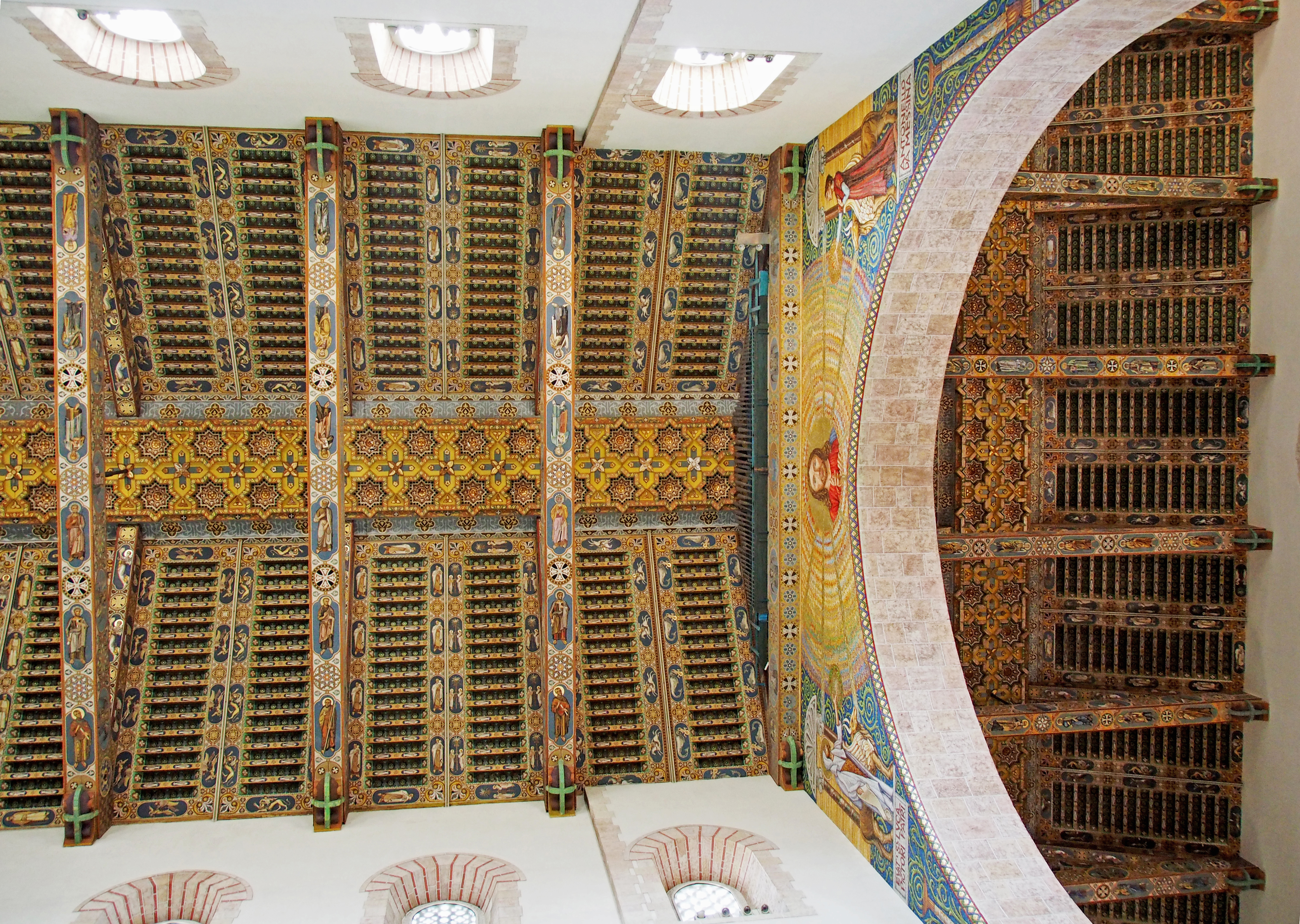
Bemalte Holzbalkendecke
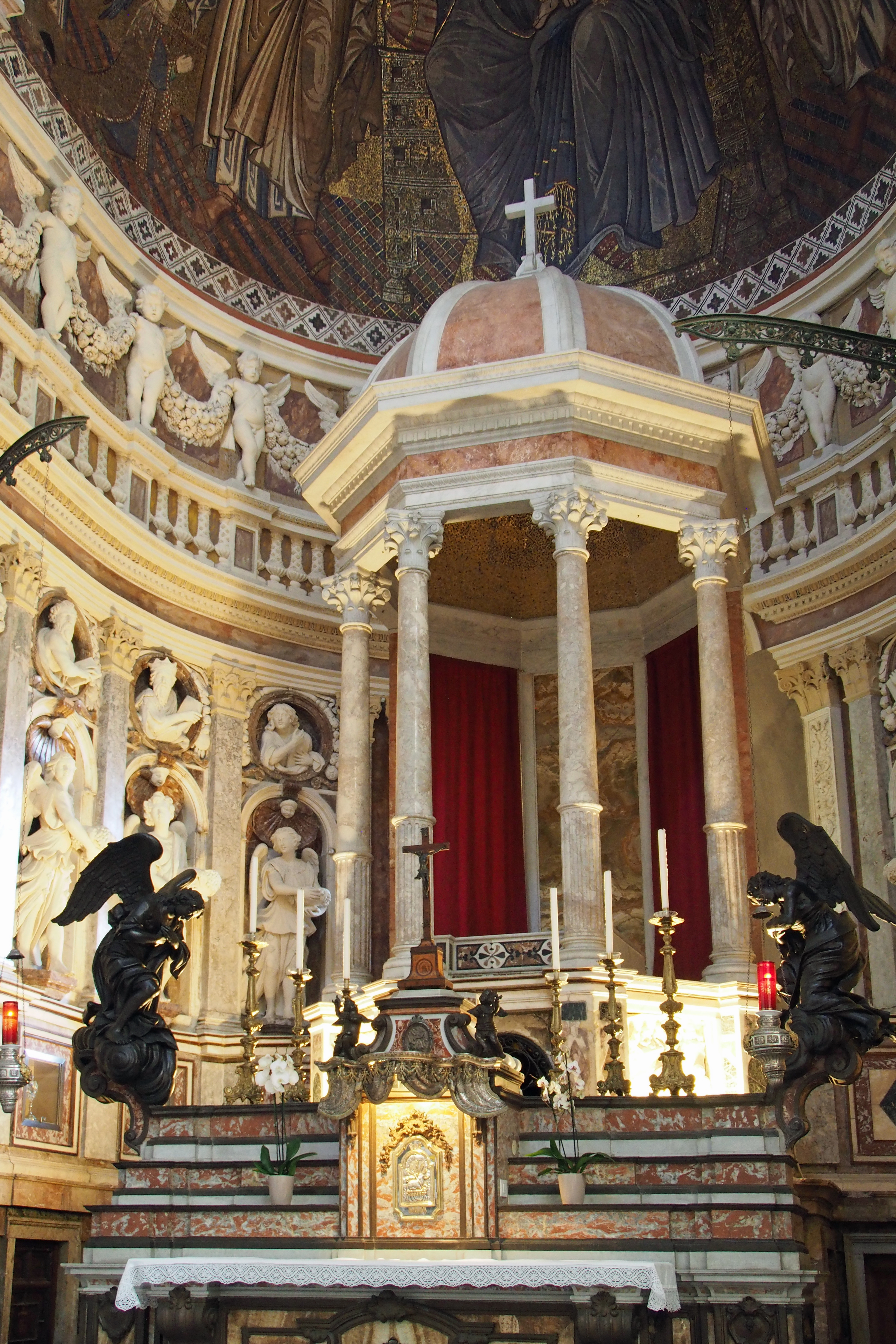
Apsis

### Orgel

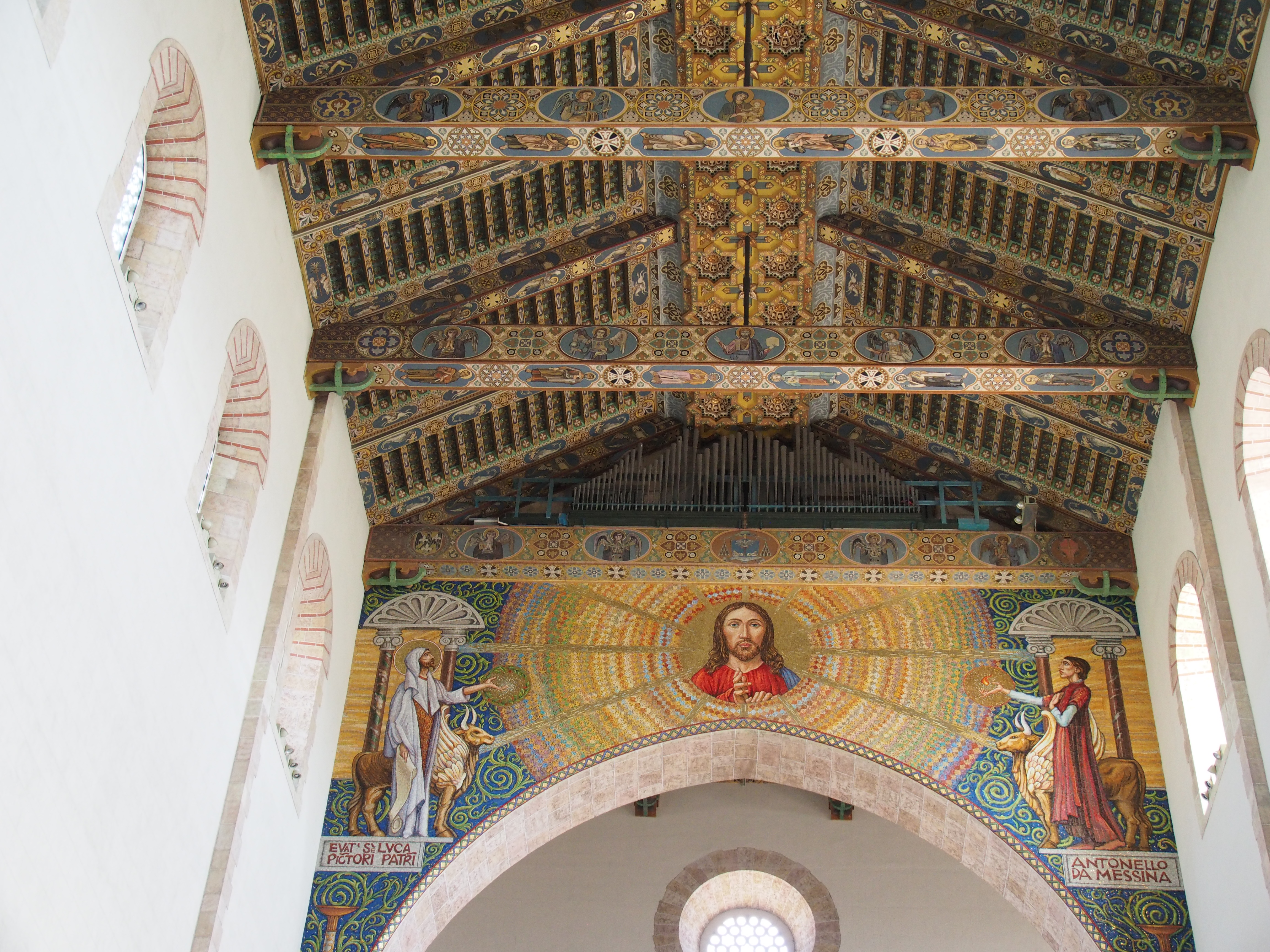
Bemalte Holzdecke

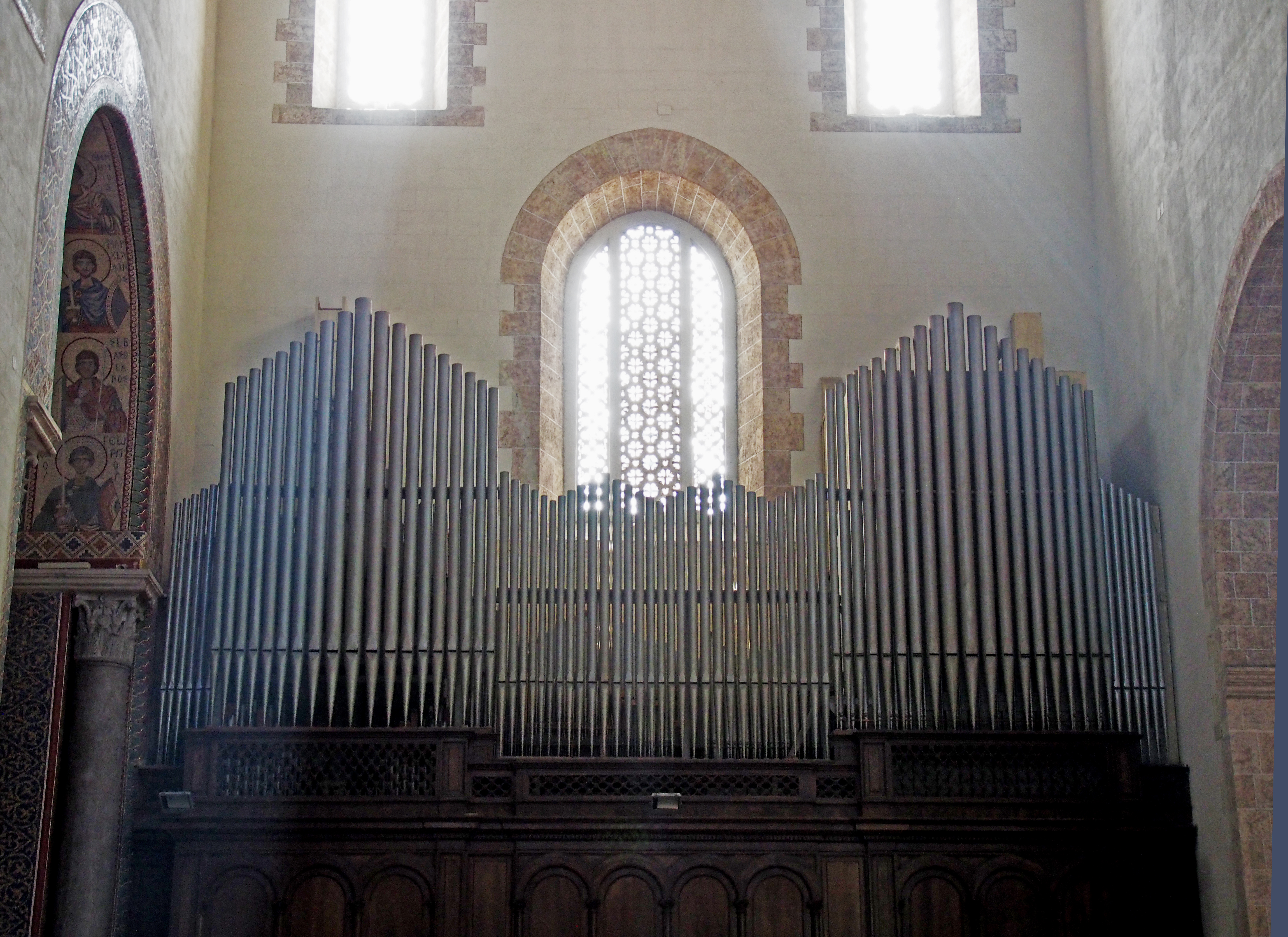
Orgel

Die Orgel wurde 1948 von der Orgelbaufirma Tamburini (Crema) erbaut, als Ersatz für ein Instrument derselben Orgelbaufirma aus dem Jahre 1930, das 1943 durch einen Bombentreffer zerstört worden war. Die Orgel zählt zu den größten Orgeln Italiens. Das Instrument hat 118 Register (ca. 9.000 Pfeifen) zuzüglich 40 Transmissionen, Extensionen und Gruppenzüge auf fünf Manualen und Pedal. Die einzelnen Werke sind an unterschiedlichen Stellen im Dom aufgestellt. Das Echowerk (V. Manual) befindet sich im Westwerk, die übrigen Werke sind auf den Chorraum und das Querschiff verteilt. Der Spieltisch befindet sich im Querschiff. Die Spiel- und Registertrakturen sind elektrisch.
| I Organo Positivo |       |
| Quintante         | 16′   |
| Principale forte  | 8′    |
| Principale dolce  | 8′    |
| Flauto            | 8′    |
| Corno di notte    | 8′    |
| Flauto celeste    | 8′    |
| Dulciana          | 8′    |
| Gamba             | 8′    |
| Unda maris        | 8′    |
| Ottava forte      | 4′    |
| Ottava dolce      | 4′    |
| Flauto a camino   | 4′    |
| Nazardo           | 2 ⁄3′ |
| Decimaquinta      | 2′    |
| Flagioletto       | 2′    |
| Flauto XVII       | 1 ⁄5′ |
| Flautino in XIX   | 1 ⁄3′ |
| Piccolo           | 1′    |
| Ripieno VII       |       |
| Fagotto           | 16′   |
| Tromba armonica   | 8′    |
| Clarinetto        | 8′    |
| Tromba armonica   | 4′    |
| Arpa              |       |
| Tremolo           |       |
| Campane           |       |

| II Grand Organo  |        |
| Bordone          | 16′    |
| Principale       | 16′    |
| Principale dolce | 8′     |
| Principale forte | 8′     |
| Principale       | 8′     |
| Flauto traverso  | 8′     |
| Bordone          | 8′     |
| Dolce            | 8′     |
| Quinta           | 5 1⁄3′ |
| Ottava forte     | 4′     |
| Ottava dolce     | 4′     |
| Flauto           | 4′     |
| Fugara           | 4′     |
| Duodecima        | 2 ⁄3′  |
| Sesquialtera II  |        |
| Decimaquinta     | 2′     |
| Ottavino         | 2′     |
| Terza            | 1 3⁄5′ |
| Ripieno (I) V    |        |
| Ripieno (II) VII |        |
| Ripieno (III) IX |        |
| Cornetto V       |        |
| Tromba           | 16′    |
| Tromba           | 8′     |
| Voce Umana       | 8′     |
| Chiarina         | 4′     |
| Tuba             | 8′     |
| Tuba             | 4′     |

| III Organo Espressivo |       |
| Bordone               | 16′   |
| Principale violone    | 16′   |
| Principale            | 8′    |
| Eufonio               | 8′    |
| Principale violino    | 8′    |
| Flauto armonico       | 8′    |
| Salicionale           | 8′    |
| Viola                 | 8′    |
| Voce celeste          | 8′    |
| Concerto viole V      | 8′    |
| Ottava forte          | 4′    |
| Ottava dolce          | 4′    |
| Flauto ottaviante     | 4′    |
| Decimaquinta          | 2′    |
| Ripieno VI            |       |
| Flauto in XII         | 2 ⁄3′ |
| Flautino              | 2′    |
| Cornetto III          |       |
| Oboe                  | 8′    |
| Tromba armonica       | 4′    |
| Voce corale           | 8′    |
| Cromorno              | 8′    |
| Corno armonico        | 16′   |
| Tromba armonica       | 8′    |
| Tuba                  | 8′    |

| IV Organo Solo     |        |
| Flauto             | 16′    |
| Principale         | 8′     |
| Flauto a camino    | 8′     |
| Viola d’orchestra  | 8′     |
| Coro violini       | 8′     |
| Corno inglese      | 8′     |
| Corno d’orchestra  | 8′     |
| Principale stentor | 8′     |
| Gamba serafona     | 8′     |
| Tibia major        | 8′     |
| Quinta             | 5 1⁄3′ |
| Ottava             | 4′     |
| Corno dolce        | 4′     |
| Duodecima          | 2 ⁄3′  |
| Decimaquinta       | 2′     |
| Gran Ripieno VI    |        |
| Flauto in XII      | 2 ⁄3′  |
| Ottavino           | 2′     |
| Gran Cornetto V    |        |
| Tuba               | 16′    |
| Tuba magna         | 8′     |
| Tuba               | 8′     |
| Tuba               | 4′     |
| Arpa               |        |
| Campane            |        |

| V Organo Eco        |       |
| Principale diapason | 8′    |
| Clarabella          | 8′    |
| Corno camoscio      | 8′    |
| Dulciana            | 8′    |
| Eolina              | 8′    |
| Voce eterea         | 8′    |
| Concerto violini V  | 8′    |
| Cornamusa           | 8′    |
| Voce angelica       | 8′    |
| Flauto d’eco        | 4′    |
| Eolina              | 4′    |
| Nasardo             | 2 ⁄3′ |
| Armonia eterea V    |       |
| Tremolo             |       |
| Arpa                |       |
| Campane             |       |

| (II) Organo Chorale |     |
| Bordone             | 16′ |
| Principale dolce    | 8′  |
| Principale forte    | 8′  |
| Bordone             | 8′  |
| Salicionale         | 8′  |
| Ottava dolce        | 4′  |
| Ripieno V           |     |
| Tremolo             |     |

| Pedale             |     |
| Gravissima         | 64′ |
| Contrabbasso       | 32′ |
| Subbasso           | 32′ |
| Contrabbasso       | 16′ |
| Contrabbasso forte | 16′ |
| Subbasso           | 16′ |
| Bordone dolce      | 16′ |
| Violone            | 16′ |
| Armonica           | 16′ |
| Principale         | 16′ |

| (Fortsetzung) |         |
| Gran quinta   | 10 2⁄3′ |
| Basso         | 8′      |
| Basso forte   | 8′      |
| Bordone       | 8′      |
| Bordone dolce | 8′      |
| Flauto        | 8′      |
| Viola dolce   | 8′      |
| Violoncello   | 8′      |
| Quinta        | 5 1⁄3′  |
| Ottava forte  | 4′      |

| (Fortsetzung)         |     |
| Ottava                | 4′  |
| Flauto                | 4′  |
| Superottava           | 2′  |
| Ottavina              | 2′  |
| Flauto                | 2′  |
| Gran Cornetto grave V |     |
| Ripieno IV            |     |
| Bombarda              | 32′ |
| Tuba profonda         | 16′ |
| Bombarda              | 16′ |

| (Fortsetzung) |     |
| Fagotto       | 16′ |
| Trombone      | 8′  |
| Tuba          | 8′  |
| Fagotto       | 8′  |
| Bombardino    | 8′  |
| Tromba        | 4′  |
| Tuba          | 4′  |
| Campane       |     |

| Organo Eco (Pedal) |     |
| Bordone d’Eco      | 16′ |
| Bordone d’Eco      | 8′  |

- Koppeln
  - Normalkoppeln: I/II, III/II, IV/II, V/II, III/I, IV/I, IV/III, V/III, V/IV, I/P, II/P, III/P, IV/P, V/P
  - Suboktavkoppeln: III/I, III/II, III/III, IV/II, V/V
  - Superoktavkoppeln: I/I, I/II, II/II, III/I, III/II, III/III, IV/II, IV/IV, V/V, I/P, II/P, III/P, IV/P, IV/P

## Glockenturm

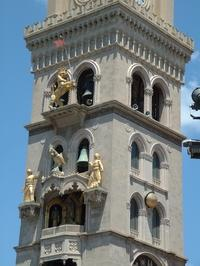
Glockenturm

Der 1933 im mittelalterlichen Stil neu errichtete Glockenturm ist 48 m hoch und beherbergt eine mechanische Uhr, die im Auftrag des Erzbischofes Angelo Paino um 1933 von der Firma Ungerer aus Straßburg gebaut wurde.
Am südlichen, zur Domfassade gerichteten Turmseite zeigt eine astronomische Uhr die Stellung der Planeten im Tierkreis an, eine Kalenderuhr gibt das Datum an und eine kugelförmige Monduhr zeigt die Mondphasen.
Auf der westlichen, zum Domplatz gerichteten Turmseite sind historische und religiöse Ereignisse mit Bezug zu Messina gezeigt. Jeden Tag um 12 Uhr mittags werden die Szenen in Bewegung versetzt. Die Stundenglocken werden von zwei Frauen angeschlagen, Dina und Clarenza, die bei der Sizilianischen Vesper die Stadt durch Glockenläuten vor der Ankunft der Truppen Karls von Anjou gewarnt haben. Darunter befindet sich eine Darstellung der Szene, in der ein Engel den Botschaftern Messinas einen Brief der Muttergottes übergibt. Weitere Darstellung zeigen die kirchlichen Feiertage Weihnachten, heilige drei Könige, Ostern und Pfingsten, das Heiligtum von Montalto, die vier Lebensalter des Menschen (Kindheit, Jugend, Erwachsensein und Alter) im Viertelstundentakt und die Wochentage. Gekrönt wird der Aufbau von einem fahnenschwenkenden goldenen Löwen.
Die Kathedrale hat die größte Glocke Siziliens und die zweitgrößte Glocke Italiens.

## Schatzkammer

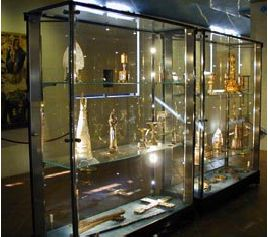
Domschatz

Die Schatzkammer der Kathedrale von Messina, an der Südseite des Domes angelegt, beherbergt eine reiche Sammlung an Kunstwerken. Das wertvollste ist die Manta d’oro aus dem Jahr 1668, ein Werk des Florentiners Innocenzo Mangani.